# Sulphur (cheval)
Le Sulphur, ou Mustang de Sulphur springs, est une population de chevaux sauvages mustangs présente dans l'Utah, aux États-Unis, et caractérisée par sa grande proximité avec le cheval colonial espagnol. Il pourrait provenir de chevaux californiens capturés puis échappés dans l'Utah. 
Une association est créée en 2003 pour préserver ces mustangs. 

## Dénomination
Cette population de mustangs est connue sous de nombreux noms, dont ceux de « cheval de l'Utah », « mustang de Sulphur springs » et « sulphur espagnol ». 

## Histoire

Entrée d'un ranch près de Sulphur Spring, Utah.

Le Sulphur est une lignée particulière du Cheval colonial espagnol, principalement de type mustang espagnol. D'après le généticien Dr Dan Phillip Sponenberg, cette population de mustangs pourrait provenir de captures effectuées par le Chef amérindien Walkara et par d'autres chefs de tribu en Californie au milieu des années 1800, ce qui explique que leur type soit distinct de celui des autres chevaux sauvages de l'Utah. D'autres sources estiment que ces chevaux ont pu être amenés en Utah dès la fin du XVIe siècle. Des animaux se seraient échappés en 1829 après l'expédition de vol de chevaux Peg-Leg. 
Les premiers recensements des troupeaux de mustangs par le Bureau of Land Management (BLM) remontent à 1971. L'un de ces terrains de recensement est constitué de 143 000 acres comprenant les Needle Mountains et Sulphur Springs. Ce territoire est décrit par Ron Roubidoux, qui insiste sur son altitude, sa sécheresse, son sable, et ses rochers. Les chevaux sont inventoriés de 1971 à 1979. 
En 1985 et 1986, lors de la capture de 78 chevaux en vue de les déplacer ou de les proposer à l'adoption, le BLM note que certains d'entre eux, capturés dans le Nord de Needle, présentent des caractéristiques inhabituelles, dont une robe avec le gène Dun. Cette découverte pousse le BLM à relâcher ces chevaux dans leur biotope originel, et à mettre en place un plan de gestion en 1987, dans le but de protéger cette population.
De nouveaux chevaux de Sulphur sont capturés en 1988 et 1989, puis proposés à l'adoption dans l'Utah. En 1992, le BLM découvre que 17 chevaux de cette harde ont été capturés illégalement ; deux sont relâchés dans leur biotope et les autres sont proposés à l'adoption. Cette même année (ou bien en 1993), le Dr Dan Phillip Sponenberg examine la harde et confirme leur origine espagnole. 
Le Sulphur Horse Registry est créé par l'American Sulphur Horse Association (ASHA), fondée en 2003 en collaboration avec le BLM, pour enregistrer et préserver ces chevaux.

## Description
Cette population présente un intérêt génétique. La taille est de 1,37 m à 1,47 m selon CAB International (2016) ; de 1,47 m selon le moins fiable Guide Delachaux. 

### Morphologie
Le Sulphur est un cheval de selle qui rappelle morphologiquement la race du Sorraia. Son type est le plus souvent typiquement ibérique.
Sa tête est de longueur moyenne, étroite, au front large, dotée d'un profil convexe ou rectiligne. Les yeux sont grands et en forme d'amande. Le poitrail est étroit. Les oreilles sont moyennes à longues. L'encolure est moyennement longue, avec une base large et une attache de gorge nette. Les épaules sont longues et musclées. La transition entre l'encolure et le dos est douce. Le garrot est toujours plus haut que la croupe. Le dos est court à moyennement long, et droit. La croupe est forte, de moyenne longueur, inclinée, avec une queue attachée bas ou à hauteur moyenne. Les canons sont longs, avec des tendons bien dessinés. Les paturons sont relativement longs et inclinés, avec un peu de fanons. Les pieds sont de taille moyenne et extrêmement durs.
Dan Phillip Sponenberg décrit ces chevaux comme de type espagnol.

### Robe
Ce mustang a la particularité de posséder le gène Dun parmi ses ressources génétiques, ce qui lui permet d'être de robe isabelle ou souris. Plus rarement, il est bai ou noir, et encore plus rarement alezan, palomino ou rouan,,. Il présente des marques primitives très visibles, avec une raie de mulet large et des zébrures aux membres. Ses crins peuvent être bicolores. La robe pie est interdite par l'ASHA.
La robe des poulains à la naissance rappelle celle des poulains Sorraia.

### Génétique et sélection
Ce groupe de Mustang a fait l'objet d'étude génétique sur la base d'échantillons de sang qui ont été envoyés à Gus Cothran, de l'Université du Kentucky. L'analyse de l'ADN mitochondrial a confirmé une origine espagnole marquée chez le Sulphur. Ces chevaux ont vécu relativement isolés des autres mustangs durant un long laps de temps.
L'ASHA recourt au génotypage pour enregistrer les chevaux. Le registre comporte trois sections. Les chevaux marqués au fer froid par le BLM sont enregistrés dans la section Foundation après une inspection. La troisième section est pour les chevaux demi-Sulphur, issus d'un parent enregistré.

### Tempérament
C'est un cheval particulièrement sobre et rustique, doté d'une très grande endurance,. 

## Diffusion
Cette population est propre à l'État de l'Utah, où elle est gérée par le Bureau of Land Management local. Plus précisément, elle se trouve dans le Sud-Ouest de l'Etat, sur un territoire inhospitalier et montagneux,. Cette zone est située le long d'anciennes voies d'échange avec les Amérindiens.
La harde compte entre 135 et 180 têtes en 2014 d'après le Guide Delachaux. Cependant, l'édition 2016 du dictionnaire de CAB International indique qu'il reste moins de 100 individus, tant à l'état sauvage qu'à l'état domestique.